# Spoorlijn Valognes Montebourg - Saint-Vaast en Barfleur
De Spoorlijn Valognes Montebourg - Saint-Vaast en Barfleur was een Franse spoorlijn van Valognes en Montebourg naar Saint-Vaast-la-Hougue en Barfleur. De lijn was 44 km lang.

## Geschiedenis
De lijn tussen Valognes en Barfleur werd geopend door de Compagnie de chemins de fer départementaux op 20 april 1886 tegelijk met de zijlijn van 8 kilometer tussen Montebourg en Saint-Martin-d'Audouville. In oktober 1950 werd de lijn gesloten en opgebroken.

## Aansluitingen
In de volgende plaats was er een aansluiting op de volgende spoorlijnen:
Montebourg
RFN 366 000, spoorlijn tussen Mantes-la-Jolie en Cherbourg
Valognes
RFN 366 000, spoorlijn tussen Mantes-la-Jolie en Cherbourg
Barfleur
lijn tussen Cherbourg en Barfleur